# Jens Christian Skou
Jens Christian Skou (n. 8 octombrie 1918, Lemvig, Regiunea Midtjylland, Danemarca – d. 28 mai 2018, Aarhus, Danemarca) a fost un chimist danez, laureat al Premiului Nobel pentru chimie (1997).